# Freimersheim (Rheinhessen)
Freimersheim ist eine Ortsgemeinde im Landkreis Alzey-Worms in Rheinland-Pfalz. Sie gehört der Verbandsgemeinde Alzey-Land an.

## Geographische Lage
Die Gemeinde ist ein Weinbauort in Rheinhessen, ca. drei Kilometer südwestlich von Alzey. Freimersheim liegt an der Quelle des Weidasserbaches.
Freimersheim hat einen eigenen Bahnhof mit stündlichem Verkehr Richtung Mainz und Frankfurt am Main sowie einen Autobahnanschluss an die Bundesautobahn 63. Es existieren regelmäßige Busverbindungen nach Alzey.

## Geschichte

### Mittelalter
Der Name leitet sich ab von Frimâr, „Heim/Siedlung des Frimâr und seiner Sippe“. Zeitweise wurde der Ort zur Unterscheidung von gleichen und ähnlichen Ortsnamen Freimersheim hinter der Warte genannt.
Die älteste erhaltene Erwähnung des Ortes stammt von 763 in einer Urkunde des Klosters Lorsch. Zum Oberamt Alzey gehörend war Freimersheim vom Hochmittelalter bis zur Französischen Revolution im Besitz der Kurpfalz. Das Kloster Otterberg war im Ort begütert.

### Neuzeit
Nach der Einnahme des linken Rheinufers durch französische Revolutionstruppen wurde die Region 1793 von Frankreich annektiert. 
Verzögert durch die Koalitionskriege wurde die Annexion erst nach 1797 konsolidiert und Freimersheim gehörte von 1798 bis 1814 zum Kanton Alzey im Departement Donnersberg. Gerichtlich war im Bereich des Kantons für die Zivilgerichtsbarkeit das Friedensgericht Alzey zuständig, für die Angelegenheiten der freiwilligen Gerichtsbarkeit im übrigen Notariate.
Aufgrund von 1815 auf dem Wiener Kongress getroffenen Vereinbarungen und eines 1816 zwischen dem Großherzogtum Hessen, Österreich und Preußen geschlossenen Staatsvertrags kam Rheinhessen, und damit auch die Gemeinde Freimersheim, zum Großherzogtum Hessen, das das neu erworbene Gebiet als Provinz Rheinhessen organisierte. Nach der Auflösung der Kantone in der Provinz kam der Ort 1835 zum neu errichteten Kreis Alzey, zu dem er bis 1969 gehörte.
Das Friedensgericht Alzey wurde 1879 aufgelöst und durch das Amtsgericht Alzey ersetzt.
Nach dem Zweiten Weltkrieg gehörte die Gemeinde zur französischen Besatzungszone, wurde 1946 Teil des neu gebildeten Landes Rheinland-Pfalz und viele Ostflüchtlinge siedelten sich an, allen voran Schlesier.
Im Jahre 2003 erhielt Freimersheim nach langen Debatten innerhalb der Verwaltung schließlich die Zusage für eine Kanalisation, die Ende 2007 fertiggestellt wurde.

## Politik

### Gemeinderat
Der Gemeinderat in Freimersheim besteht aus zwölf Ratsmitgliedern, die bei der Kommunalwahl am 9. Juni 2024 in einer Mehrheitswahl gewählt wurden, und dem ehrenamtlichen Ortsbürgermeister als Vorsitzendem.

### Bürgermeister
- Edgar Jäckle (–1999)
- Hiltrud Neu (1999–2004)
- Wilfried Brück (2004–2019)
- Jacques Garrido (2019–2024)
- Thomas Dix (seit 2024)

Thomas Dix wurde am 11. Juli 2024 Ortsbürgermeister von Freimersheim. Bei der Direktwahl am 9. Juni 2024 war er als einziger Bewerber mit einem Stimmenanteil von 93,3 % gewählt worden. Er ist damit Nachfolger von Jacques Garrido, der nach fünf Jahren im Amt nicht mehr angetreten war.

### Wappen
| Wappen von Freimersheim | Blasonierung: „In Schwarz ein rotbewehrter, -gezungter und -gekrönter goldener Löwe, in den Pranken den silbernen Buchstaben F haltend.“ |
| Wappen von Freimersheim | |

## Bauwerke
Zu Freimersheim gehören zwei denkmalgeschützte Kirchen, die katholische Kirche St. Josef mit Chorturm aus dem 12. Jahrhundert sowie befestigtem Friedhof und die evangelische Kirche (1724) mit einer Stumm-Orgel. Eine weitere kleine Attraktion bietet ein bäuerlich hergerichtetes Holzhaus, ein Nachbau der original Freimersheimer Fachwerkhäuser, das in den späten 1990er-Jahren errichtet wurde. Bislang ist der Innenausbau noch nicht ganz abgeschlossen. Außerdem ist ein gut erhaltener Wasserspeicher aus dem 19. Jahrhundert zu besichtigen, der an einem Hügel neben den Zuggleisen liegt, und seit 2006 von Privatleuten restauriert wird.
Siehe auch: Liste der Kulturdenkmäler in Freimersheim

## Sport
Neben einem Sportplatz besitzt Freimersheim ein Wandergebiet. Der Fußballclub „TV Freimersheim“ mit rund 300 Mitgliedern ist in der Jugendarbeit tätig.

## Verkehr
Freimersheim hat einen gleichnamigen Haltepunkt an der Donnersbergbahn.

## Persönlichkeiten
- Lothar Friedrich von Hundheim (1668–1723), Diplomat, hatte das Gefälle in Freimersheim inne.
- Rudolf Becker (1937–2022),  Unternehmer, in Freimersheim aufgewachsen.